# Лієпайський театр
Лієпайський театр (латис. Liepājas teātris) — найстаріший професійний латвійський драматичний театр, заснований 1907 року у Лієпаї. Назви театру до 1998 року: Лієпайський латиський театр (1907—1919), Лієпайський новий театр (1919—1934), Лієпайська міська драма і опера (1934—1940), Лієпайський міський театр (1941—1942), Лієпайська міська опера і драма (1942—1944), Державний лієпайський музично-драматичний театр (1945—1950 і 1957—1962), Державний лієпайський драматичний театр (1950-——1957), Державний лієпайський театр (1962—1998). Розташований на вул. Театру, 4.

## Історія театру
У 1906 року група цінителів театрального мистецтва заснувала Лієпайське латвійське драматичне суспільство для організації в місті Лієпаї постійних театральних вистав. Приміщення для уявлень знаходилося в будинку товариства на вулиці Суворова, 2. Спочатку в трупі було задіяно 19 осіб. Директором театру став лікар Е. Екштейн, один з членів ініціативної групи. Першою постановкою нового театру стала п'єса А. П. Чехова «Дядя Ваня».
Починаючи з сезону 1912/1913 в театрі почали ставити музичні спектаклі. Під час першої світової війни театр не функціонував. У 1918 року театр переїхав в недавно збудовану архітектором К. Штандманісом в стилі неокласицизму пафосне будівля, що призначалася спочатку для Лієпайського німецького театру.
У 1934 році відбулося об'єднання з Лієпайської оперою і створилася унікальна для історії латвійського театру ситуація, коли на одній сцені були сусідами представники всіх жанрів — драми, мюзиклу, оперети, опери і балету. Оперна трупа користувалася творчої підтримкою працівників Національної опери. Після 1945 частина оперного колективу перейшла на роботу в Державний театр опери та балету Латвійської РСР, Театр музичної комедії і Латвійську державну філармонію. З 1950 року музична частина була ліквідована і театр залишився лише драматичним.
У різні роки в театрі грали актори: Волдемарс Акуратерс, Рудольф Балтайсвілкс, Ріхард Белта, Іза Біне, Інтс Буранс, Евалд Валтерс, Яніс Грантіньш, Хелга Данцберга, Инара Калнарая, Анта Клінтс, Яніс Мелдеріс, Арнольд Мілбертс, Улдіс Пуцитіс, Дзідра Рітенберга, Зігрід Стунгуре, Лоліта Цаука.
Працювали режисери: Арійс Гейкінс, Ольґертс Дункерс, Дж. Дж. Джілінджер, Ольгерт Кродерс, Арнолдс Лініньш, Карліс Марсонс.

## Головні режисери та художні керівники театру
- Т. Поднієкс (1908—1914);
- О. Муценіеце (1918—1921);
- А. Зоммерс (1921—1926);
- Ф. Роде (1926—1934);
- В. Сілініекс (1936—1940);
- Ж. Брасла (1950—1953);
- Н. Мурніекс (1953—1959);
- А. Міглей (1968—1974);
- О. Кродерс (1975—1989);
- Х. Лаукштейн (1989—1996);
- Я. Барткевич (1996—2004);
- Р. Аткочун (2005—2007);
- М. Ейхе (2009)/

## Обрані постановки
- 1929 — «Треймейтенес» А. Вілнер і Х. Рейгерта на музику Франца Шуберта;
- 1931 — «Земля любові» Яніса Акуратерса;
- 1932 — «Вікторія і її гусар» Пала Абрахама;
- 1932 — «Дама з камеліями» Олександра Дюма-сина;
- 1949 — «Мірандоліна» Карло Ґольдоні;
- 1949 — «Син рибалки» за романом Віліса Лациса;
- 1950 — «Багато галасу з нічого» Вільяма Шекспіра;
- 1956 — «Дні кравців в Сілмачах» Рудольфа Блауманіса;
- 1968 — «Принц і жебрак» за романом Марка Твена;
- 1971 — «Старики на збиранні хмелю», мюзикл Вратислава Блажека і Ладислава Рихмана;
- 1972 — «Ангели пекла» інсценування повісті Бориса Васильєва «А зорі тут тихі»;
- 1972 — «Любов під в'язами» Юджина О'Ніла;
- 1972 — «Рибальські розповіді» Е. Ансона;
- 1973 — «Четвертий хребець, або Шахрай мимоволі» Мартті Ларни;
- 1973 — «Роза Бернд» Герхарта Гауптмана;
- 1974 — «Ляльковий дім» Генріка Ібсена;
- 1974 — «З коханими не розлучайтеся» Олександра Володіна;
- 1974 — «Продавець дощу» Н. Річарда Неша;
- 1975 — «Злий дух» Рудольфа Блауманіса;
- 1975 — «Шість старих дів і один чоловік» Отара Іоселіані;
- 1976 — «Наша нова вчителька» Георгія Полонського;
- 1978 — «Геда Габлер» Генріка Ібсена;
- 1979 — «Нічна серенада» М. Ленгієл;
- 1979 — «Сага про Форсайтів» за творами Джона Голсуорсі;
- 1979 — «Дикі люди» Екаба Яншевского;
- 1980 — «Зимова казка» Вільяма Шекспіра;
- 1980 — «Де перевертень?» Е. Уоллеса;
- 1981 — «Енергійні люди» Василя Шукшина;
- 1982 — «Шість маленьких барабанщиків» Адольфса Алунана;
- 1983 — «Дивіться, хто прийшов!» Володимира Арро;
- 1984 — «Віндзорські насмішниці» Вільяма Шекспіра;
- 1985 — «Айя» Яніса Яунсудрабіня;
- 1985 — «Третє слово» Алехандро Касона;
- 1985 — «Шалений барон Бундулс» Я. Зейболта;
- 1986 — «Батьківщина» Якоба Яншевского;
- 1987 — «Земля зелена» Андрія Упита;
- 1989 — «Одруження Путри Даукі» К. Іевіньша;
- 1990 — «Кьоджінскіе перепалки» Карло Ґольдоні;
- 1990 — «Нескінченна ніч» Робера Тома за романом Агати Крісті;
- 1996 — «Ліліом» Ференца Мольнара;
- 2000 — «Вихор одруження» Якоба Яншевского;
- 2005 — «Кришталева туфелька» Тамари Габбе/

## Сайт
- Офіційний сайт Лієпайського театру [Архівовано 15 грудня 2021 у Wayback Machine.] (рос.)